# Malăk Rezen
Malăk Rezen är en bergstopp i Bulgarien. Den ligger i regionen Sofija-grad, i den västra delen av landet, 14 km söder om huvudstaden Sofia. Toppen på Malak Rezen är 2 191 meter över havet.